# Karoline von Woltmann
Karoline von Woltmann geb. Stosch (* 6. März 1782 in Berlin; † 18. November 1847 in Berlin) war eine deutsche Schriftstellerin, die auch unter dem Pseudonym Luise Berg veröffentlichte. Zeitgenossen galt sie als die „deutsche Genlis“.

## Leben
Karoline von Woltmann wurde als älteste Tochter des Arztes und preußischen Geheimrats Karl Wilhelm Stosch und der Auguste Stosch, geb. Hönig, in Berlin geboren. Sie interessierte sich schon zeitig für Literatur und erhielt eine sehr gute Erziehung.
Im Alter von 17 Jahren heiratete sie den Dichter und Kriegsrat Karl Müchler. Die Ehe wurde 1804 geschieden, im selben Jahr lernte sie den Autor Karl Ludwig von Woltmann kennen, den sie am 25. Oktober 1805 heiratete. Um 1804 schrieb sie ihren ersten Roman Euphrosyne, den sie später gemeinsam mit Karl Ludwig von Woltmann überarbeitete und unter dem Namen Heloise veröffentlichte. Sie schrieb von da an eigene Werke, arbeitete jedoch auch mit ihrem Ehemann zusammen. Beide zogen 1813 nach Prag, wo Karoline von Woltmann neben Romanen auch an Übersetzungen von Werken Maria Edgeworths arbeitete. Da eine Lähmung des rechten Arms Karl Ludwig Woltmann am Schreiben hinderte, diktierte er seiner Frau zu diesem Zeitpunkt bereits seine Werke. Er starb 1817.
Karoline von Woltmann verfasste im selben Jahr einen Nachtrag zu seiner Selbstbiografie, die in Brockhaus’ Zeitgenossen erschienen war, und begann die Herausgabe seiner Sämmtlichen Werke, von denen bis 1827 insgesamt 14 Bände erschienen. Im Jahr 1824 wurde sie Chefredakteurin der Prager Zeitschrift Der Kranz, in der auch ihre Werke abgedruckt wurden. Zwei Jahre später kehrte sie nach Deutschland zurück und lebte, von Reisen nach Italien und in die Schweiz in den Jahren 1832 und 1833 abgesehen, in Berlin, wo sie 1847 verstarb.

## Werke
- Euphrosyne (1804, 1809 umgearbeitet unter dem Titel Heloise erschienen)
  - Neuausgabe: Heloise: Ein kleiner Roman. Hofenberg, Berlin 2017, ISBN 978-3-7437-0985-0.
- Karl und Karoline von Woltmanns Schriften (5 Bände, 1806/07)
  - Band 1: Erzählungen (1806)
  - Band 2: Erzählungen (1806)
  - Band 3: Blätter der Liebe (1806)
  - Band 4: Gedichte (1807)
  - Band 5: Lebensbeschreibungen (1807)
- Orlando (1815)
- Volkssagen der Böhmen (2 Bände, 1815) Digitalisat
- Maria und Walpurgis (1817)
- Neue Volkssagen der Böhmen (1820) Digitalisat
- Historische Darstellungen zu mehrerer individuellen Kenntniß der Zeiten und Personen (1820)
- Über Beruf, Verhältnis, Tugend und Bildung der Frauen (1820)
- Die weissen Hüthe (1822). (Digitalisat).
- Der Ultra und der Liberale (1824)
- Spiegel der großen Welt und ihrer Forderungen (1824). (Digitalisat).
- Die Bildhauer (1829)
- Die weiße Frau (1832)
- Das Erbe (1832)
- Deutsche Briefe. Woltmanns Briefwechsel mit Goethe und anderen Freunden (als Herausgeberin; 1834)
- Menschen und Gegenden. Deutschland und die Schweiz. Italien (1835)

### Zeitschriftenartikel
- Frühlingsgesang der Deutschen (in Kronos, 1813)
- Genebald (in Berliner Damenkalender auf das Jahr 1816)
- Das Glück der Entfernten (in Morgenblatt, 1820)
- Des Tages Wiederkehr (in Aglaja, 1822)
- Ein Fragment aus Byron Childe Harold, Mai, Fragment aus dem Werke über Natur, Bestimmung, Tugend und Bildung der Frauen, Über Freundschaftsverhältnisse und Gedichte (in Der Kranz, 1823)
- Sinnigkeit (in Abendzeitung, 1824)

### Übersetzungen
- Maria Edgeworth: Denkwürdigkeiten des Grafen von Glenthorn (1814)
- Maria Edgeworth: Schleichkünste (1814)
- Jean-Nicolas Bouilly: Geschichten für junge Frauen (1820)